# Agrypnia principalis
Agrypnia principalis är en nattsländeart som först beskrevs av Martynov 1909.  Agrypnia principalis ingår i släktet Agrypnia, och familjen broknattsländor. Arten är reproducerande i Sverige.